# MG P-type
La MG type P est une voiture de sport produite par le constructeur anglais MG de 1934 à 1936. Cette 2 portes utilise une version mise à jour du moteur à arbre à cames en tête, à flux transversal utilisé dans les Morris Minor et Wolseley 10 de  1928 et déjà intégrée dans la J-type Midget de 1932 à 1934, entraînant les roues arrière par l'intermédiaire d'une boîte à quatre vitesses non-synchronisées.
Le châssis renforcé est un peu plus long que celui utilisé dans la type J et est suspendu par des ressorts semi-elliptiques aux quatre roues, avec des essieux avant et arrière rigides. Le boîtier de direction était à l'origine un Marles Weller et fut par la suite remplacé par un système Burman-Douglas "Bishop Cam". La voiture deux places avait un empattement de 87 pouces (2210 mm) et une voie de 42 po (1067 mm). La plupart des voitures étaient ouvertes à deux places, mais des coupés "Airline" ont également été faits. La type P est également disponible en quatre places, une voiture qui souffre d'un manque de puissance et d'une garde au sol arrière insuffisante. Alors que les MG type J, K et L différenciaient les versions par l'utilisation de nombres, 1 indiquant une quatre-places (comme la J1) et 2 une deux-places (comme la J2), ce n'était pas le cas avec la type P (ou sa sœur à six-cylindres, la N-type Magnette), et il n'y a aucun indice pour le type dans le nom.

## MG PA
La première version, la PA, utilisa un moteur 847 cm³ similaire à celui de la J-Type, mais avec un vilebrequin à trois paliers, un arbre à cames plus large et des carburateurs SU jumeaux de type OM produisant 36 cv (27 kW) à 5500 tr/min. En 1935, une PA ouverte deux places coûtait £222. Près de 2.000 PA furent faites.

PA Airline coupé à Toit Coulissant
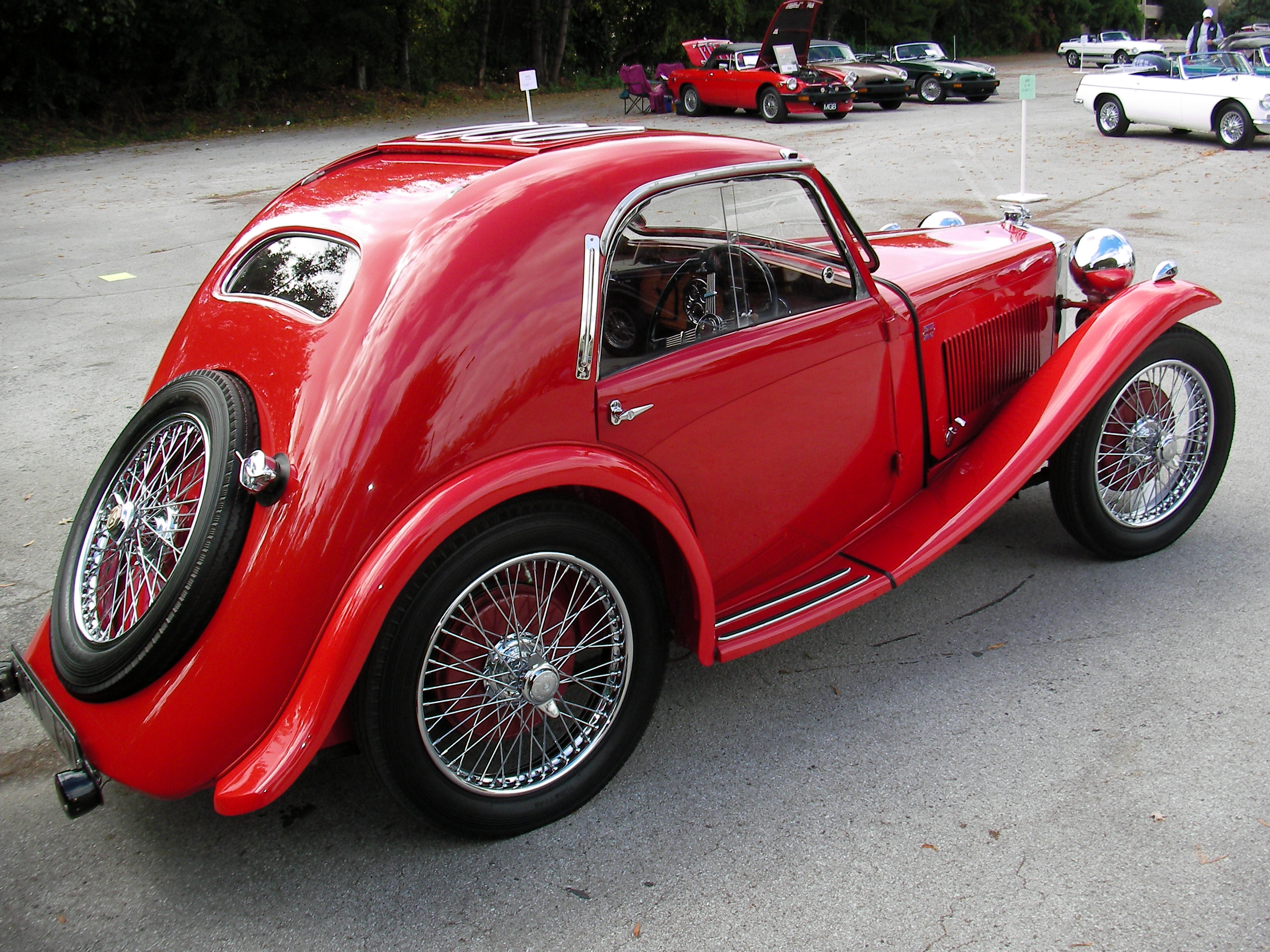
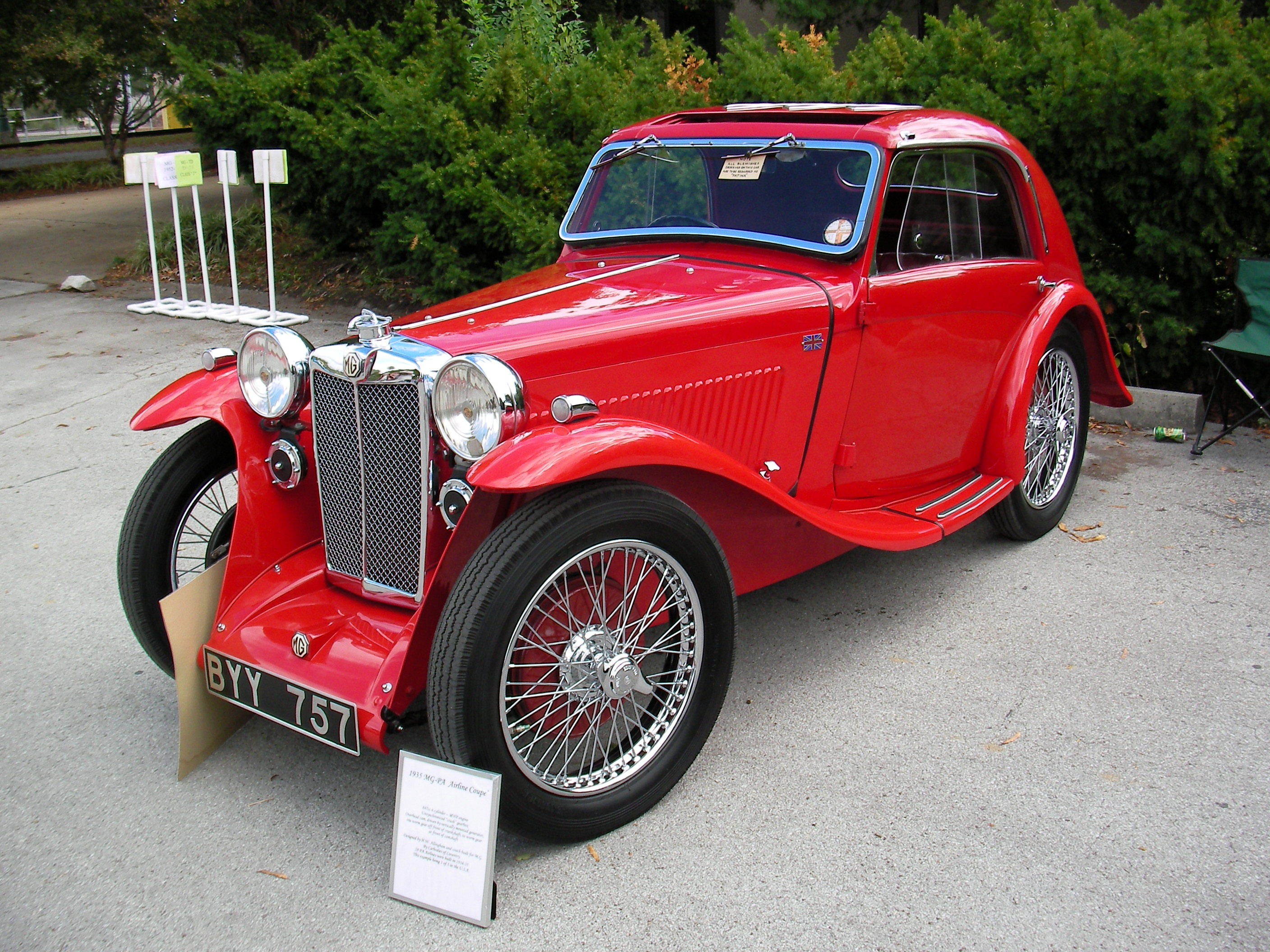
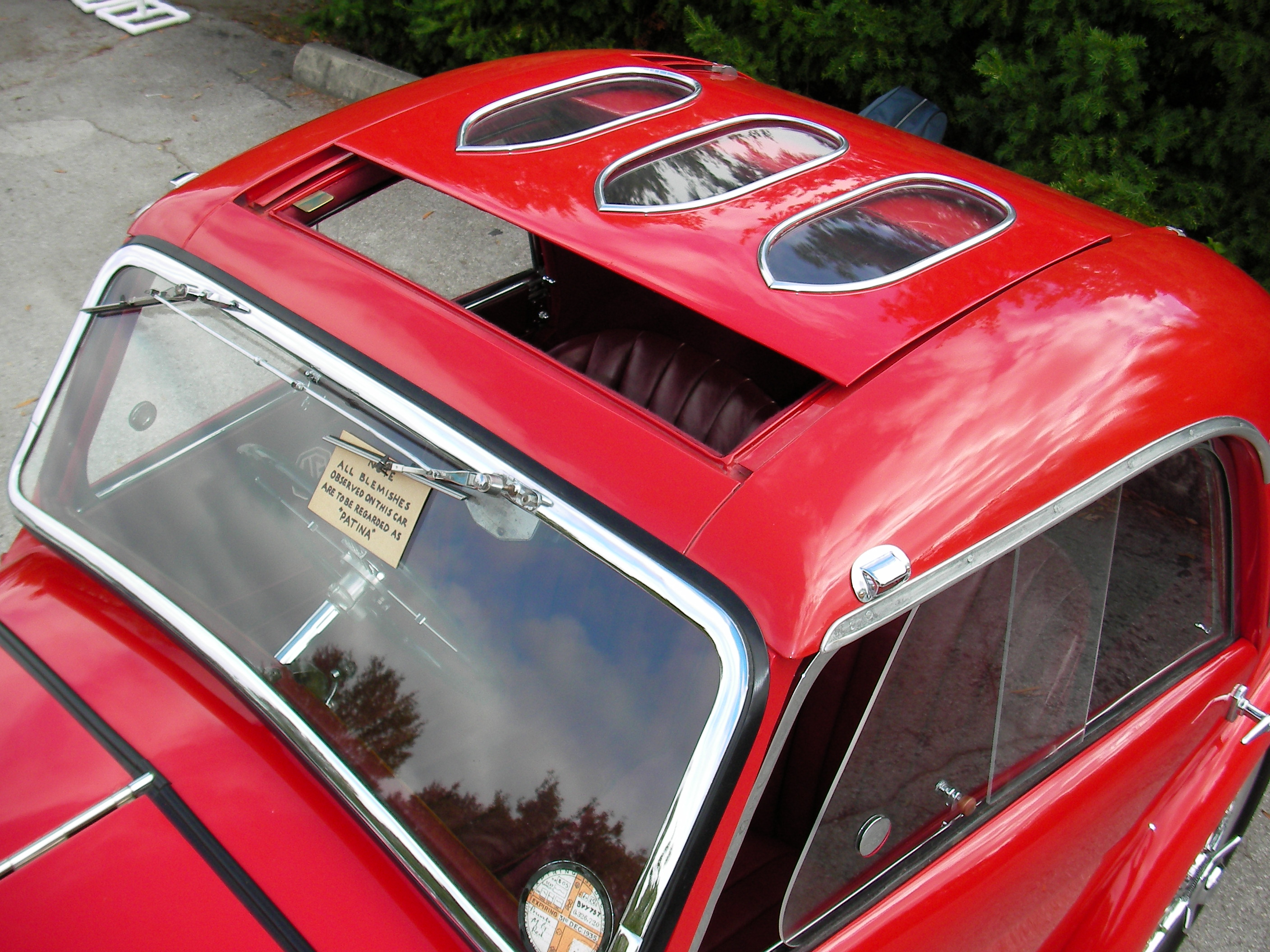

## MG PB

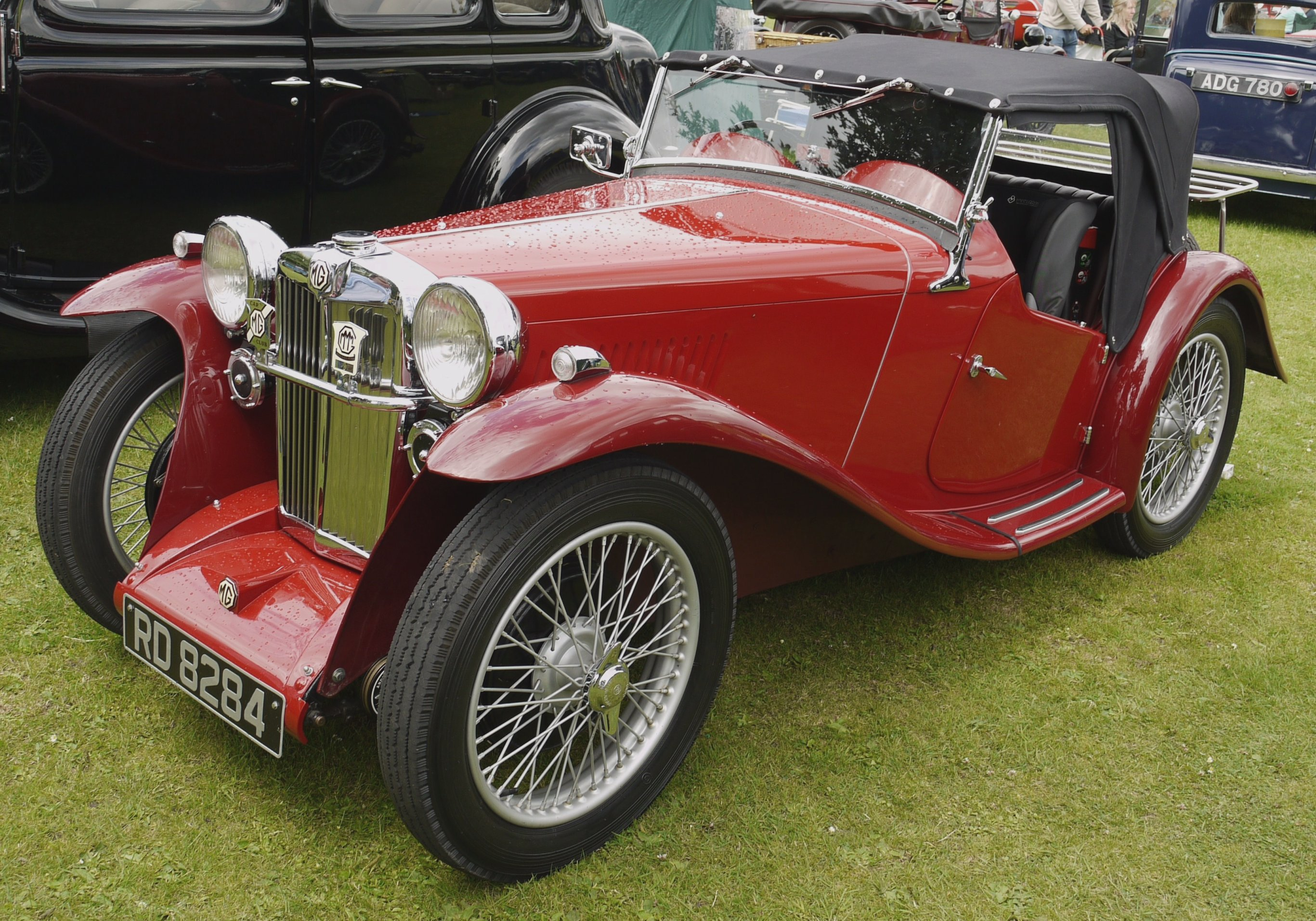
1936 MG PB

La PB produite à partir de 1935 avait un plus grand  moteur de 939 cm³, l'alésage passant de 57 à 60 mm, délivrant 43 cv (32 kW). Extérieurement, les versions sont très similaires, la principale différence étant la calandre, où la PA a un nid d'abeille et la PB a des lames verticales. L'autre différence très visible est dans la conception et le matériau du tableau de bord.
526 exemplaires de la PB furent produits.
En 1936, une MG PB à compresseur pilotée par Andrew Hutchinson a remporté le Limerick Grand Prix.